# Compsodrillia
Compsodrillia is een geslacht van weekdieren uit de klasse van de Gastropoda (slakken).

## Soorten
- Compsodrillia acestra (Dall, 1889)
- Compsodrillia albonodosa (Carpenter, 1857)
- Compsodrillia alcestis (Dall, 1919)
- Compsodrillia bicarinata (Shasky, 1961)
- Compsodrillia canna (Dall, 1889)
- Compsodrillia disticha Bartsch, 1934
- Compsodrillia duplicata (Sowerby I, 1834)
- Compsodrillia eucosmia (Dall, 1889)
- Compsodrillia excentrica (Sowerby I, 1834)
- Compsodrillia fanoa (Dall, 1927)
- Compsodrillia gonae De Jong & Coomans, 1988
- Compsodrillia gracilis McLean & Poorman, 1971
- Compsodrillia gundlachi (Dall & Simpson, 1901)
- Compsodrillia haliostrephis (Dall, 1889)
- Compsodrillia haliplexa (Dall, 1919)
- Compsodrillia jaculum (Pilsbry & Lowe, 1932)
- Compsodrillia mammillata Kuroda & Oyama, 1971
- Compsodrillia nana Bartsch, 1934
- Compsodrillia olssoni McLean & Poorman, 1971
- Compsodrillia opaca McLean & Poorman, 1971
- Compsodrillia petersoni Bartsch, 1934
- Compsodrillia thestia (Dall, 1919)
- Compsodrillia tristicha (Dall, 1889)
- Compsodrillia undatichorda McLean & Poorman, 1971